# Brunswick Corporation
Brunswick Corporation, anteriormente conocida como Brunswick-Balke-Collender Company, es una corporación estadounidense que ha estado desarrollando, fabricando y comercializando una amplia variedad de productos desde 1845, aunque en la actualidad posee numerosas marcas de embarcaciones de recreo y deportivas, incluidas Sea Ray, Boston Whaler, Bayliner, Mercury Marine, Attwood, Lund, Crestliner, Mastervolt, MotorGuide, Harris Pontoons, Freedom Boat Club, Princecraft, Heyday, Lowe, Uttern, Quicksilver y CZone, entre muchas otras. Su sede central se localiza en el barrio de Mettawa, en el norte de Chicago.
En 2019, la compañía contaba con 13.000 empleados, operaba en 24 países y declaró unas ventas anuales de 4100 millones de dólares.

## Historia

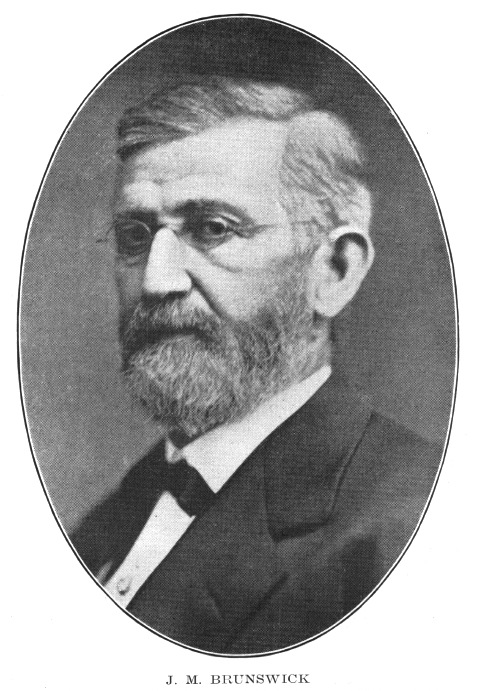
J. M. Brunswick

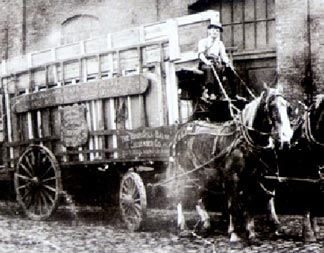
Carro de reparto de caballos (1848)

Brunswick fue fundada por John Moses Brunswick, quien llegó a los Estados Unidos procedente de Suiza a la edad de 15 años. La J. M. Brunswick Manufacturing Company abrió sus puertas el 15 de septiembre de 1845 en Cincinnati. Originalmente, J.M. Brunswick pretendía que su empresa se dedicara principalmente al negocio de la fabricación de carruajes, pero poco después de abrir su taller de máquinas, quedó fascinado con el billar y decidió que fabricar mesas de billar sería más lucrativo, ya que las mejores mesas que se usaban en ese momento en los Estados Unidos eran importadas de Inglaterra. Las mesas de billar Brunswick fueron un éxito comercial, el negocio se expandió y en 1848 se abrió la primera de las que se convertirían en muchas sucursales en Chicago. 
En 1860, la compañía pasó a llamarse J. M. Brunswick & Brother, después de que un miembro de la familia se incorporara al negocio. Por entonces, el lema de la empresa era: "Los fabricantes de mesas de billar más antiguos y mayores de los Estados Unidos".

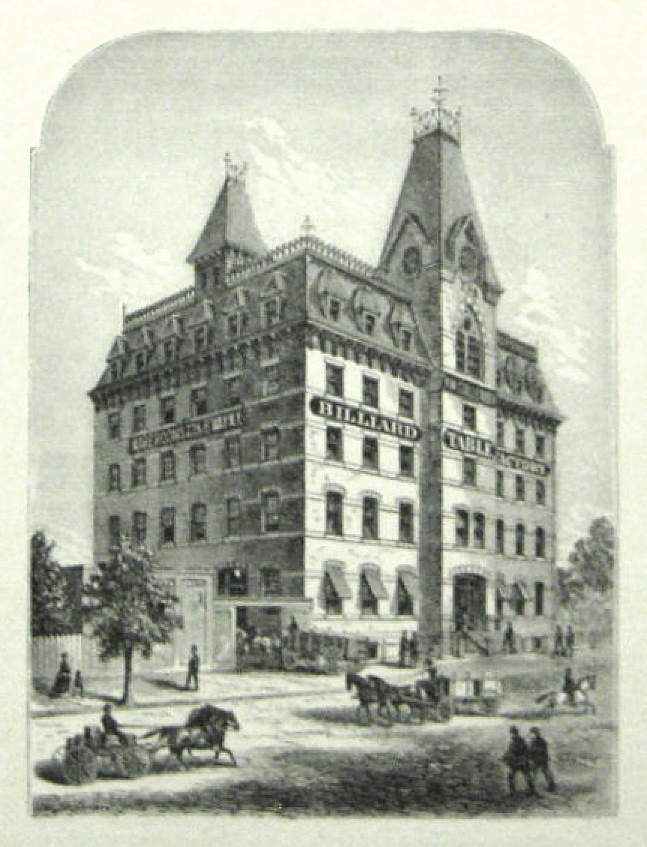
Manufactura de mesas de billar H.W. Collender, Stanford, Nueva York (años 1870)

En 1874, la compañía Brunswick se fusionó con su competidor Great Western Billiard Manufactory, propiedad de Julius Balke, para convertirse en la J. M. Brunswick & Balke Company. La unión se formalizó en 1879 con un capital social de 275.000 dólares, el mismo año en que se fusionó con otro competidor, la H. W. Collender Company  de Nueva York (fundada por Hugh W. Collender), para hacerse con el diseño de las bandas de las mesas patentado por Collender. En 1884, los socios formaron la Brunswick-Balke-Collender Company (abreviada como B.B.C. Company) con un capital de 1,5 millones de dólares.

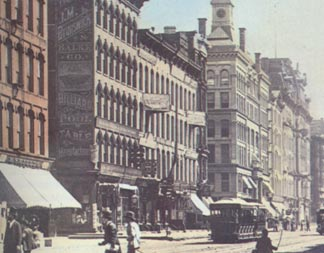
Almacén de la Compañía en State Street, Chicago (1888)

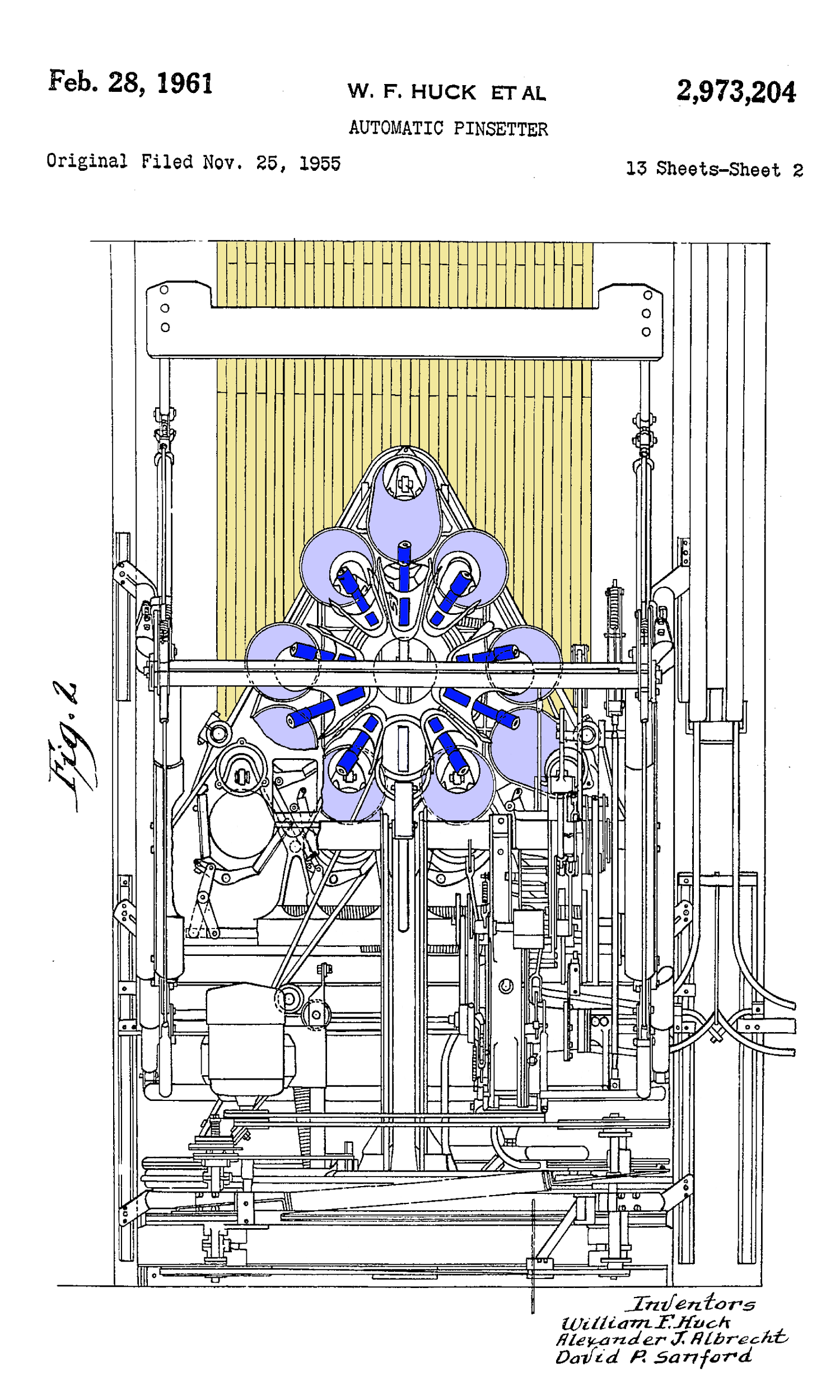
Bolera automática, patente US 2973204

La empresa se expandió para fabricar otros productos, y las grandes y ornamentadas barras de estilo neoclásico para los bares se convirtieron en un producto popular. Las bolas, los bolos y la equipación de las boleras lideraron una línea creciente de productos deportivos. Brunswick pularizó las bolas de materiales industrializados, sustituyendo la madera por goma vulcanizada.
A principios del siglo XX, amplió su gama comercial para incluir productos tan diversos como asientos de inodoro, neumáticos de automóvil y fonógrafos. A finales de la década de 1910, introdujo una línea muy popular de discos fonográficos, bajo el nombre de Brunswick Records. En 1930, vendió el control de la compañía discográfica a Warner Bros. y presentó una línea de refrigeradores.
Durante la Segunda Guerra Mundial, Brunswick-Balke-Collender fabricó una pequeña aeronave teledirigida como objetivo de tiro para las Fuerzas Armadas de los Estados Unidos. Después de la guerra, introdujo una línea de mobiliario escolar. En 1949 presentó la unidad mecánica Brunswick "Modelo A" totalmente automatizada, con el propósito de manipular los bolos para el deporte de bowling, en competencia con la American Machine and Foundry (AMF). Anteriormente, Brunswick había fabricado dos sistemas (uno semiautomático y otro operado manualmente) para el deporte de los diez bolos, reemplazados por la unidad "Modelo A". La década de 1950 también vio la introducción de una línea de equipos de golf para competir con AMF en los mercados de productos de ocio y artículos deportivos.
Brunswick-Balke-Collender Company cambió oficialmente su nombre por el de Brunswick Corporation el 10 de abril de 1960. Al año siguiente, la empresa registró ventas por 422 millones de dólares. La compañía adquirió Mercury Marine en 1961. En la década de 1970, introdujo el marcador automático, que contaba electrónicamente la puntuación en lugar de que el jugador de bolos lo hiciera a mano.
En el campo del armamento, patentó una ametralladora que utilizaba un sistema de retroceso retardado a través de una cámara estriada como parte del funcionamiento del arma. Otra plataforma fue el arma de asalto Rifleman's, un lanzagranadas inusual que usaba una granada propulsada por un cohete esférico.
En la década de 1980, Brunswick se convirtió en un importante fabricante de yates y botes de recreo, bajo marcas como Bayliner, Boston Whaler, Maxum, Sea Ray y Trophy.
Durante la guerra del Golfo, la empresa suministró a los militares redes de camuflaje. También fabricó radomos para los misiles MIM-104 Patriot.
En 1997, Brunswick compró la división de bicicletas de Roadmaster, uno de los últimos fabricantes estadounidenses de bicicletas de bajo costo para el mercado masivo. Sin embargo, se hizo evidente que la fabricación continua en los Estados Unidos de tales productos no era viable en presencia de un aumento de las importaciones a bajo precio de productores extranjeros, principalmente de China, y en 1999 vendió su división y marca de bicicletas Roadmaster a Pacific Cycle.
En 2001 adquirió Hatteras Yachts a Genmar Industries por aproximadamente 80 millones de dólares en efectivo, aunque en 2013 vendió su marca Hatteras/Cape a Versa Capital Management.
En 2020 la compañía celebró su 175 aniversario, siendo el primer año de su estrategia centrada exclusivamente en la comercialización de embarcaciones.

### Logotipos históricos
|  |  |  |

### Eventos recientes
A principios del siglo XXI, Brunswick Corporation todavía fabricaba equipos deportivos y de fitness (Life Fitness, Hammer Strength, Parabody) además de embarcaciones (Sea Ray, Bayliner, Maxum, etc.) y motores marinos bajo la marca Mercury Marine.
En 2004 adquirió Lowe Boats. El mismo año, la compañía también compró Northstar Technologies, un proveedor líder de electrónica marina con sede en Acton, Massachusetts, a la canadiense Marconi Corporation (ahora CMC Electronics, una subsidiaria de propiedad total de Esterline Technologies Corporation). A continuación, fusionó Navman, con sede en Auckland, Nueva Zelanda, con Northstar para convertir a Northstar/Navman en proveedor de Brunswick Boat Groups. También adquirió Mx-Marine. Cuando George Buckley, CEO en ese momento, dejó la compañía para unirse a 3M en 2006, la nueva dirección decidió vender Northstar, Navman y Mx-Marine. Navico posee ahora esas tres marcas además de las líneas Eagle, Lowrance, B&G y Simrad.

Brunswick ha establecido sus sedes regionales en Verviers, Bélgica; Monterrey, México; Dandenong, Australia; y Dubái, EAU, para servir mejor a sus clientes mediante el diseño, ingeniería, fabricación y distribución de productos basados en las necesidades locales, utilizando recursos locales.
El 17 de julio de 2014, la compañía anunció sus planes para dejar el negocio de los bolos para finales de 2014. Reveló que había acordado vender su negocio de bowling, que había generado 187 millones de dólares en ingresos el año anterior, a su competidor Bowlmor AMF (conocida después como Bowlero Corporation) por 270 millones. También reveló que había contratado a Lazard para encontrar un comprador para su negocio de equipos y productos de bolos. La compañía dijo que estaba haciendo estos cambios para enfocarse en sus negocios “centrales” de embarcaciones y fitness, que proporcionaron el 92% de los ingresos netos de la compañía en 2013. Retendría su negocio de billar tradicional, que pasaría a ser contablemente parte del segmento de fitness. La venta del negocio del centro de bolos a Bowlmor AMF (Bowlero) se completó en septiembre de 2014.
Brunswick completó en mayo de 2015 su salida del negocio de los bolos, con su venta a BlueArc Capital Management, una firma de inversión privada, aunque el 15 de noviembre de 2019 Brunswick adquirió Ebonite International y todas sus marcas de productos de bolos.

En agosto de 2018, Brunswick Corporation adquirió Power Products - Global Marine & Mobile Business, que incluye los negocios globales de productos marinos, vehículos especiales, móviles, energía industrial y productos de posventa de transporte de Power Products, por 910 millones de dólares en efectivo a Genstar Capital, un grupo de empresas privadas con sede en San Francisco.
También en 2018, la compañía anunció que separaría el negocio del fitness como Life Fitness Holdings en 2019. En mayo de 2019, Brunswick anunció la venta de Brunswick Billiards, Life Fitness, Cybex, Hammer Strength, Indoor Cycling Group y SCIFIT por 490 millones de dólares a KPS Capital Partners. La venta se completó en junio de 2019.
En mayo de 2019, Brunswick anunció que compraría el franquiciador marítimo más grande de los Estados Unidos, Freedom Boat Club.
También en 2019, Brunswick anunció una nueva estructura comercial, Advanced Systems Group (ASG) y nombró a Brett Dibkey como presidente. ASG está compuesto por 11 marcas de Power Products combinadas con el grupo de negocios Attwood, incluidos Attwood, Garelick, MotorGuide y Whale, así como NAUTIC-ON.

## Celebridades y mesas de billar Brunswick
Aunque se desconoce la fecha exacta; Abraham Lincoln fue la primera celebridad estadounidense en poseer una mesa Brunswick. Describió el juego como:

"Juego científico inspirador para la salud, que brinda recreo a la mente que de otro modo estaría fatigada".
Abraham Lincoln

Otras celebridades propietarias de una mesa Brunswick fueron Buffalo Bill, Andrew Carnegie, John D. Rockefeller, William Henry Vanderbilt, Henry Ford, J. P. Morgan, Theodore Roosevelt, Mark Twain, Babe Ruth, Humphrey Bogart, Nat King Cole, James Dean y Frank Sinatra. La finca de recreo de los presidentes de los Estados Unidos, Camp David, también está equipado con cuatro mesas Brunswick.